# 幻想の摩天楼
『幻想の摩天楼』（げんそうのまてんろう、The Royal Scam）は、スティーリー・ダンが1976年にABCレコードからリリースした5作目のアルバム。本作はゴールドアルバムに選ばれ、チャート15位に入賞した。

## 解説
この『幻想の摩天楼』は、スティーリー・ダンのアルバムの中で最もギターを多用したアルバムであり、メンバーのウォルター・ベッカーとデニー・ダイアス、さらにラリー・カールトンやエリオット・ランドール、ディーン・パークスといったスタジオ・ミュージシャンによるギター演奏が収録されている。
違法薬物取引、セーフセックス、あるいは移民が直面する苦難などについての皮肉に満ちた歌詞を用いているこのアルバムは、おそらくスティーリー・ダンのアルバムの中で最もシニカルな作品であろうとされる。このアルバムの持つ雰囲気は、大成功を収めた次作『彩（エイジャ）』の円熟した雰囲気とは対称的である。
1曲目「滅びゆく英雄」におけるラリー・カールトンのギターソロは『ローリング・ストーン』誌が選んだ「The 100 Greatest Guitar Songs of All Time」に於いて80位にランクインしている。

## 収録曲
記載があるものを除いて全曲Walter BeckerとDonald Fagen作詞・作曲。
サイド 1
1. 滅びゆく英雄（キッド・シャールメイン） - "Kid Charlemagne" - 4:38
2. アルタミラの洞窟の警告 - "The Caves of Altamira" - 3:33
3. 最後の無法者 - "Don't Take Me Alive" - 4:16
4. 狂った町 - "Sign in Stranger" - 4:23
5. トルコ帽もないのに - "The Fez" (Walter Becker, Donald Fagen, Paul Griffin) - 4:01

サイド 2
1. 緑のイヤリング - "Green Earrings" - 4:05
2. ハイチ式離婚 - "Haitian Divorce" - 5:51
3. 裏切りの売女 - "Everything You Did" - 3:55
4. 幻想の摩天楼 - "The Royal Scam" - 6:30

## レコーディング・メンバー

### スティーリー・ダン
- ドナルド・フェイゲン - キーボード、ボーカル、バックグラウンドボーカル
- ウォルター・ベッカー - ベース、ギター、ボーカル
- デニー・ダイアス - ギター (元メンバー 1974年に脱退)

### スタジオ・ミュージシャン
- ラリー・カールトン - ギター
- ゲイリー・コールマン - パーカッション
- ヴィクター・フェルドマン - パーカッション、キーボード
- ヴェネッタ・フィールズ - ボーカル、バックグラウンドボーカル
- ボブ・フィンドレー - ホーン
- チャック・フィンドレー - ホーン
- ポール・グリフィン - キーボード、ボーカル
- ドン・グロルニック - キーボード
- ジム・ホーン - サクソフォーン
- ディック・ハイド - ホーン
- リチャード・ハイド - トロンボーン
- スライド・ハイド - ホーン
- プラス・ジョンソン - サクソフォーン
- クライディー・キング - ボーカル、バックグラウンドボーカル
- ジョン・クレマー - ホーン
- リック・マロッタ - ドラムス
- シャーリー・マシューズ - ボーカル、バックグラウンドボーカル
- ヒュー・マクラッケン - ギター
- マイケル・マクドナルド - ボーカル、バックグラウンドボーカル
- ディーン・パークス - ギター
- バーナード・"プリティ"・パーディ - ドラムス
- チャック・レイニー - ベース
- エリオット・ランドール - ギター
- ティモシー・B・シュミット - ベース、ボーカル、バックグラウンドボーカル

## 制作
- プロデューサー：ゲイリー・カッツ
- エンジニア：ロジャー・ニコルズ